# Prix du magazine de qualité de l'année
Le prix du magazine de qualité de l'année (en finnois : Vuoden laatulehti -palkinto) est un prix récompensant les professions du journalisme décerné par Kultti ry, l'association des magazines culturels, scientifiques et d'opinion et la librairie Akateeminen Kirjakauppa. 
Le prix est décerné depuis 2006.

## Lauréats
- 2006 – Tulva
- 2007 – Libero
- 2008 – Kaltio
- 2009 – Basso
- 2010 – Nuori Voima
- 2011 – Suomen Luonto
- 2012 – Ulkopolitiikka et Basso
- 2013 – Huili
- 2014 – Kantele[1]
- 2015 – Astra[2]
- 2016 – Raw View
- 2018 – niin & näin[3]
- 2018 – Tuli&Savu[4]
- 2019 – Musiikintekijä[5]
- 2020 – Animalia[6]
- 2021 – niin & näin[7]